# Indolopiruvato C-metiltransferasi
La indolopiruvato C-metiltransferasi è un enzima appartenente alla classe delle transferasi, che catalizza la seguente reazione:
S-adenosil-L-metionina + (indol-3-il)piruvato ⇄ S-adenosil-L-omocisteina + (3S)-3-(indol-3-il)-3-ossobutanoato